# Tomasz Szulc
Tomasz Szulc – polski matematyk, doktor habilitowany nauk matematycznych. Specjalizuje się w teorii macierzy i zastosowaniach algebry liniowej. Profesor nadzwyczajny Wydziału Matematyki i Informatyki Uniwersytetu im. Adama Mickiewicza w Poznaniu, gdzie pełni funkcję kierownika w Zakładzie Metod Numerycznych. Członek Polskiego Towarzystwa Matematycznego. 
Habilitował się w 1992 na podstawie oceny dorobku naukowego i rozprawy pt. Charakterystyki nieosobliwości i własności spektralne macierzy. Artykuły publikował w takich czasopismach jak m.in. "Linear Algebra and Its Applications", "Applied Mathematics and Computation" oraz "Linear and Multilinear Algebra".